# مدار الوقوف

مدار الوقوف لبعثة من بعثات برنامج رانجر إلى القمر.لاحظ أن زاوية الإطلاق تختلف اعتمادا على وقت الإطلاق داخل نافذة الاطلاق.

في مجال الملاحة الفضائية مدار الوقوف أو مدار الانتظار هو مدار مؤقت يستخدم أثناء إطلاق الأقمار الصناعية أو غيرها من المسابر الفضائية. حيث تتسارع مركبة الإطلاق إلى مدار الوقوف، ثم تطفو لفترة من الوقت، ثم تطلق مرة أخرى للدخول في المسار النهائي المطلوب . بديل مدار الوقوف هو مناورة الحقن المباشر، حيث تستمر محركات الصواريخ بالعمل حتى يتم استنفاد الوقود، وتنتهي المناورة بوصول الحمولة على المسار النهائي.

## أسباب الاستخدام

### المركبة الفضائية الثابتة بالنسبة للأرض
المركبة الفضائية الثابتة بالنسبة للأرض تتطلب مدار في مستوى خط الاستواء. وللوصول إلى هناك يتطلب ذلك مدار النقل للمدار الجغرافي الثابت الذي قمتة تقع مباشرة فوق خط الاستواء. إلا إذا كان موقع الإطلاق في حد ذاته قريب جدا من خط الاستواء، فإن ذلك يتطلب وجود كمية كبيرة وغير عملية من الوقود لإطلاق المركبة الفضائية مباشرة إلى مثل هذا المدار. بدلا من ذلك، يتم وضع المركبة عند وصولها إلى المرحلة العليا في مدار انتظار مائل . وعندما تجتاز المركبة خط الاستواء، يتم تشغيل المرحلة العليا لرفع قمة مدار المركبة إلى الارتفاع الثابت بالنسبة للأرض (وغالبا ما يتم خفض ميل مدار الانتقال، خلال هذة العملية).

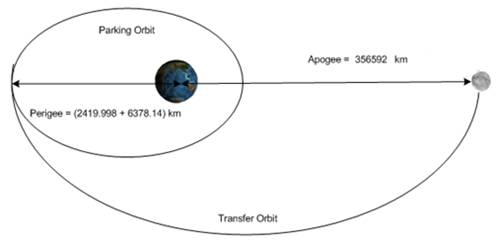
صورة توضح الأنتقال من مدار الانتظار إلى مدار النقل خلال رحلة إلى القمر

### مركبة الفضاء بين الكواكب
من أجل الوصول إلى القمر أو الكواكب في الوقت المطلوب، يجب أن يتم إطلاق المركبة الفضائية ضمن نافذة الاطلاق وهي الفترة الزمنية لمركبة الفضائية التي يجب أن تنطلق فيها من أجل الوصول إلى الهدف المنشود.. استخدام مدار الانتظار قبل الحقن النهائي للمركبة قد يزيد وقت هذه النافذة من ثوان أو دقائق، لعدة ساعات.
في بعثات برنامج أبولو سمح مدار الانتظار بأجراء عمليات فحص للمركبة في حين لا تزال قريبة من الأرض، قبل الالتزام برحلة القمر.

## تحديات التصميم
استخدام مدار الوقوف يتطلب من المرحلة العليا (الأخيرة) للصاروخ ان تعمل جيدا في ظل ظروف انعدام الوزن لكي تقوم بمناورة حرق الحقن.وفي كثير من الأحيان، يتم استخدام نفس المرحلة العليا للوصول إلى مدار الوقوف وللقيام بمناورة حرق الحقن النهائي، الأمر الذي يتطلب استخدام محركات تعمل بالوقود السائل لإعادة تشغيلها . خلال طواف المركبة في مدار الوقوف.